# Bractwo Bang Bang (film)
Bractwo Bang Bang (ang. The Bang Bang Club) – kanadyjsko-południowoafrykański film biograficzny z 2010 roku oparty na scenariuszu i reżyserii Stevena Silvera. Wyprodukowany przez Paramount Pictures. Film oparty jest na faktach.
Światowa premiera filmu miała miejsce 15 września 2010 roku podczas 35. Międzynarodowego Festiwalu Filmowego w Toronto. Premiera filmu odbyła się w Kanadzie 6 maja 2011 roku.

## Opis fabuły
W latach 1990–1994 czterech fotografów z RPA: Ken Oosterbroek (Frank Rautenbach), Greg Marinovich (Ryan Phillippe), Kevin Carter (Taylor Kitsch) i João Silva (Neels Van Jaarsveld) tworzy Bang Bang Club. Utrwalają oni na zdjęciach sceny walk rozgrywających się na ulicach w momencie upadku apartheidu.
Marinovich i Carter otrzymali nagrody Pulitzera. Pierwszy w 1991 za zdjęcia ukazujące zabicie Lindsaye Tshabalala w 1990 roku (ta scena jest w filmie), drugi w 1994 za fotografię (z 1993 roku) sępa obserwującego głodujące dziecko w południowym Sudanie.
Wszyscy członkowie Bang Bang Club zapłacili wysoką cenę za odwagę i poświęcenie. 18 kwietnia 1994 roku podczas walk w Thokozie na przedmieściach Johannesburga, Oosterbroek zginął, a Marinovich został ciężko ranny. W lipcu tego samego roku Carter popełnił samobójstwo. Silva w 2010 roku, półtora miesiąca po premierze filmu, wszedł na minę w prowincji Kandahar, w Afganistanie podczas patrolu z żołnierzami amerykańskimi i stracił obie nogi poniżej kolan.

## Obsada
- Taylor Kitsch jako Kevin Carter
- Ryan Phillippe jako Greg Marinovich
- Frank Rautenbach jako Ken Oosterbroek
- Neels Van Jaarsveld jako João Silva
- Malin Åkerman jako Robin Comley
- Patrick Lyster jako James Nachtwey
- Russel Savadier jako Ronald Graham